# Seamless Roaming
Seamless Roaming bezeichnet in drahtlosen Netzwerken die Fähigkeit eines Endgeräts, während der Bewegung zwischen mehreren Access Points (APs) desselben Netzwerks zu wechseln, ohne dass die Netzwerkverbindung merklich unterbrochen wird. Ziel ist es, kontinuierliche Verbindungen für Anwendungen wie VoIP, Videokonferenzen oder Streaming zu gewährleisten.

## Hintergrund
In klassischen WLAN-Umgebungen, etwa bei IEEE 802.11b/g/n/ac, dauert der Wechsel zwischen Access Points häufig mehrere hundert Millisekunden oder gar Sekunden. Diese Dauer ergibt sich aus der Notwendigkeit, verfügbare Netzwerke zu scannen, Authentifizierungsprozesse durchzuführen und gegebenenfalls eine neue IP-Adresse zu erhalten. In zeitkritischen Anwendungen führt dies zu Unterbrechungen, hörbaren Aussetzern oder Verbindungsabbrüchen.

## Technologien für Seamless Roaming

### IEEE 802.11r (Fast BSS Transition)
Der Standard IEEE 802.11r, auch bekannt als Fast BSS Transition (FT), ermöglicht eine beschleunigte Authentifizierung beim Wechsel zwischen Access Points. Der Authentifizierungsprozess wird dabei im Voraus vorbereitet, um den Übergang zu beschleunigen.
- Übergabe von PMK (Pairwise Master Key) an benachbarte APs
- Nutzung eines verkürzten 4-Way-Handshakes
- Unterstützung für Over-the-Air und Over-the-DS Modi

Nachteile:
- Nicht alle Clients unterstützen 802.11r
- Inkompatibilität mit älteren Geräten möglich
- Muss sowohl am Access Point als auch im Client aktiviert sein

### IEEE 802.11k (Radio Resource Management)
Ermöglicht dem Client eine gezieltere Auswahl des nächsten Access Points anhand von Neighbor Reports, die benachbarte APs samt Signalqualität listen.

### IEEE 802.11v (BSS Transition Management)
Erlaubt es dem Netzwerk, dem Client Empfehlungen für den AP-Wechsel zu geben. Dies erfolgt über sogenannte BSS Transition Management Requests.

### PMK Caching und Opportunistic Key Caching
Sicherheitsmechanismen zur Wiederverwendung von Schlüsseln bei WPA2-Enterprise-Authentifizierung. Erlaubt beschleunigten Übergang ohne vollständige Neu-Authentifizierung.

### Fast Roaming bei WPA3
Auch bei WPA3 mit SAE (Simultaneous Authentication of Equals) ist Fast Roaming möglich, jedoch über angepasste Mechanismen.

## Implementierung

### Unternehmensnetzwerke
Professionelle WLAN-Infrastrukturen (z. B. Cisco, Aruba, UniFi) bieten konfigurierbares Seamless Roaming, teilweise mit zusätzlichem Band Steering und Client-Steuerung.

### Heimanwendungen
Moderne Heimrouter und Mesh-Systeme (z. B. AVM FRITZ!Mesh, Google Nest, UniFi) unterstützen teilweise 802.11r/k/v. Die Aktivierung erfolgt häufig über einfache Benutzeroberflächen.

## Herausforderungen
Trotz standardisierter Verfahren bleibt die Roaming-Leistung stark abhängig von der Client-Kompatibilität. Besonders IoT- und ältere Geräte können Probleme verursachen.

## Vergleichstabelle
| Standard     | Funktion                           | Vorteil                            | Nachteil                        |
| ------------ | ---------------------------------- | ---------------------------------- | ------------------------------- |
| IEEE 802.11r | Schnelle Authentifizierung         | Sehr kurze Roaming-Zeit            | Eingeschränkte Kompatibilität   |
| IEEE 802.11k | Informationen über benachbarte APs | Schnellere Entscheidungsfindung    | Nur beratend, nicht verbindlich |
| IEEE 802.11v | Netzwerk-gesteuertes Roaming       | Optimierung der Netzwerkauslastung | Entscheidung bleibt beim Client |
| PMK Caching  | Schlüssel-Wiederverwendung         | Reduzierte Authentifizierungszeit  | Nur für WPA2-Enterprise         |

## Anwendung außerhalb von WLAN
Auch in anderen Netzwerktechnologien gibt es vergleichbare Konzepte:
- Mobilfunk: In GSM, UMTS, LTE und 5G wird nahtloses Roaming zwischen Funkzellen über sogenannte Handover-Mechanismen (z. B. Soft- und Hard-Handover) realisiert.
- VoIP über Mobilfunk (VoLTE): Unterstützt IMS-basiertes Seamless Roaming für unterbrechungsfreie Gespräche.
- Bluetooth Low Energy: Bietet unter bestimmten Bedingungen sogenanntes Connection Parameter Update oder Channel Map Update zur Optimierung bei Bewegung.
- Mesh-Netzwerke: Technologien wie Zigbee, Thread oder LoRaWAN implementieren eigene Mechanismen zur Übergabe von Sessions.